# Neyveli
Neyveli (Tamil நெய்வேலி) ist eine Stadt im indischen Bundesstaat Tamil Nadu.
Die Stadt ist Teil des Distrikt Cuddalore. Neyveli hat den Status eines Township.

## Geschichte
Im Jahr 1935 wurde das Vorhandensein von schwarzen Partikeln entdeckt und die Analyse führte zur Entdeckung von Braunkohlereserven unter den Böden in und um das damalige Dorf Neyveli. Die Neyveli Lignite Corporation wurde 1956 von der indischen Regierung als Körperschaft gegründet, und der Abbau von Braunkohle begann 1962. Das erste Kraftwerk wurde 1962 mit Unterstützung der Sowjetunion in Betrieb genommen.

## Demografie
Die Einwohnerzahl der Stadt liegt laut der Volkszählung von 2011 bei 105.731. Neyveli hat ein Geschlechterverhältnis von 980 Frauen pro 1000 Männer und damit einen für Indien häufigen Männerüberschuss. Die Alphabetisierungsrate lag bei 90,42 % im Jahr 2011. Knapp 89 % der Bevölkerung sind Hindus, ca. 8 % sind Muslime und ca. 3 % sind Christen. 6,7 % der Bevölkerung sind Kinder unter 6 Jahren.
| Jahr      | 1991    | 2001    | 2011    |
| Einwohner | 118.080 | 127.552 | 105.731 |

## Wirtschaft
Die Wirtschaft basiert auf den Braunkohlebergwerken und den dazugehörigen Wärmekraftwerken. Andere kleinere Wirtschaftszweige sind Anbau und Verarbeitung von Cashewnüssen, Ziegelherstellung, Weberei und Landwirtschaft.

## Infrastruktur
Der öffentliche Verkehr innerhalb der Gemeinde wird von NLC India Limited verwaltet und verfügt über zwei Bushaltestellen mit Anbindung an Außenstationen. Neyveli hat einen Bahnhof, der an der Bahnstrecke Cuddalore-Salem mit täglichen Personenzügen liegt.

## Söhne und Töchter der Stadt
- Niki Kaliyanda Poonacha (* 1995), Tennisspieler